# Bi kịch nhỏ
Bi kịch nhỏ (tiếng Nga: Маленькие трагедии) là một tuyển tập bao gồm 4 vở tạp kịch của Aleksandr S.Pushkin.
Được viết trong khoảng thời gian A.S.Pushkin bị quản thúc ở làng Boldino (1830), tập kịch như một sự giễu nhại tầng lớp tiểu thị dân thích đắm chìm trong những hoan lạc tầm thường.

## Nội dung
- Hiệp sĩ hà tiện

- Mozart và Salieri

- Tảng đá tiên tri

- Bữa tiệc thời dịch hạch

## Chuyển thể
- Bi kịch nhỏ (phim truyền hình, 1979)